# Sultan Kösen
Sultan Kösen (Mardin, 10 dicembre 1982) è un ex cestista turco, attualmente l'uomo vivente più alto del mondo (2,51 m) riconosciuto dal Guinness dei primati.

## Biografia

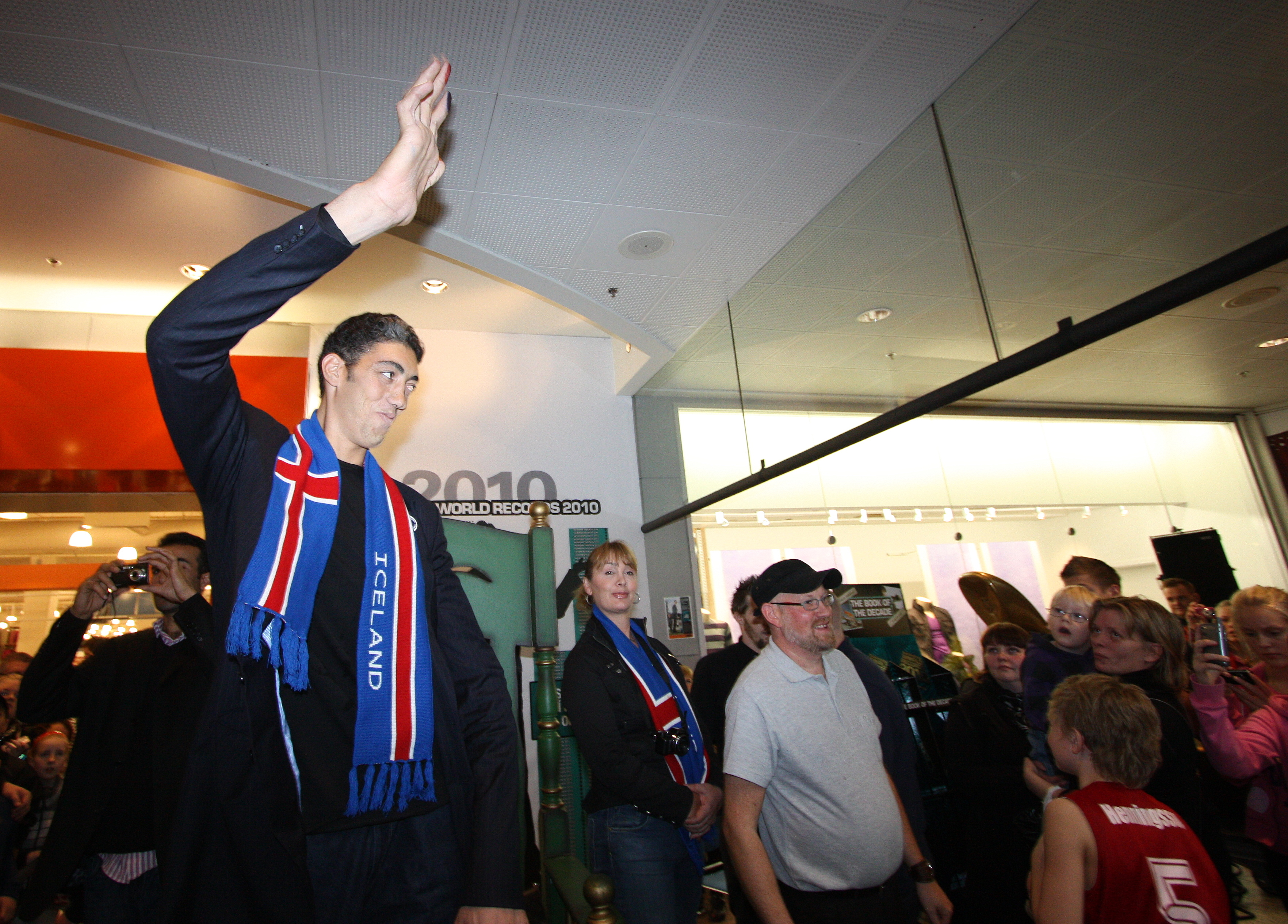
Sultan Kosen

Sultan Kösen è nato e cresciuto in un piccolo borgo della Turchia formato da una ventina di case ai confini con la Siria e vive con i genitori, 3 fratelli ed una sorella, tutti di altezza normale. A causa della sua spropositata altezza gli fu impossibile finire gli studi. All'età di 20 anni Kösen venne notato da uno scout della squadra turca di pallacanestro del Galatasaray, che lo ingaggiò nonostante Kösen non avesse mai giocato a basket. Kösen militò un solo anno nel Galatasaray, nella stagione 2002-2003, senza mai disputare una sola partita. Dopo questa piccola parentesi sportiva Kösen tornò nella propria città natale, dando una mano ai genitori.
Kösen fu misurato nella sua città natale il 25 agosto 2009 per il Guinness World Record: l'altezza era di 247 cm, misura che gli permetteva di superare il cinese Bao Xishun (236 cm) e di diventare ufficialmente l'uomo più alto del mondo. Il 9 febbraio 2011 ulteriori misurazioni hanno confermato che l'altezza di Kösen è di 251 cm ed il peso è di 168 kg. Oltre a essere l'uomo più alto del mondo, Kösen ha anche il record delle mani più grandi del mondo (28 cm). Fino a maggio 2011 possedeva anche il record di piedi più grandi del mondo (37 cm).
Questa crescita abnorme era dovuta a un tumore alla ghiandola pituitaria che aumentava a dismisura la produzione di ormoni. Nel 2010 Kösen si sottopose a un intervento chirurgico per rimuovere il tumore presso l'Università della Virginia, conclusosi con esito positivo; fu anche fornito di farmaci per controllare i livelli eccessivi degli ormoni.

### Vita privata
Il 27 ottobre 2013 Sultan Kösen si è sposato con Merve Dibo, una ragazza di 20 anni, di nazionalità siriana, nella città di Mardin.